# Ángel De Dominicis
Ángel De Dominicis (fl. XX secolo) è stato un arbitro di calcio argentino.

## Carriera
De Dominicis iniziò la propria carriera in massima serie argentina durante il campionato 1928, esordendo alla 14ª giornata, il 14 aprile 1929, arbitrando Sportivo Barracas-Banfield. Nel Concurso Estímulo 1929 debuttò il 15 settembre, dirigendo Argentino del Sud-Gimnasia La Plata. In quella competizione fu anche selezionato per arbitrare, il 2 febbraio 1930, il 3º spareggio tra San Lorenzo e Boca Juniors, che avrebbe determinato la vincente del girone "Pari", nonché la finalista del Concurso Estímulo. Nella Primera División 1930, l'ultima organizzata dalla Asociación Amateurs Argentina de Football, esordì alla prima giornata, dirigendo Estudiantes-Lanús. Prese parte, poi, alla Primera División 1931, la prima edizione professionistica del campionato argentino organizzata dalla Liga Argentina de Football. In questa competizione diresse per la prima volta il 20 settembre 1931, al 17º turno, sovraintendendo all'incontro Huracán-Gimnasia La Plata. Fu scarsamente utilizzato, e ottenne 5 presenze. Continuò ad arbitrare almeno fino al 1933.